# Canon T90
Le Canon T90 est un appareil photographique reflex mono-objectif argentique produisant des clichés 24 × 36 mm sur des cartouches 135 et s’adressant aux photographes avertis, voire aux professionnels, commercialisé à partir de 1986. Il utilise la monture Canon FD. Il est le reflex Canon le plus perfectionné à avoir utilisé cette monture.

## Histoire
Cet appareil vient dans la série des "T" après un T50 simpliste (1983), un T70 plus abouti (1984) et un T80 à l'autofocus balbutiant (1985). Il abandonne le design anguleux des reflex Canon précédents. Visuellement, il est très proche de la ligne EOS à venir. Il sera suivi dans la gamme T du T60 (1991) très inférieur techniquement et au dessin plus classique.
Le design est dû à Luigi Colani.

## Contexte
Conçu en pleine période de l'apparition de l'autofocus sur les boitiers reflex, cet appareil reste fidèle à la baïonnette FD et à la mise au point manuelle. Après deux essais guère concluants avec l'objectif  FD 35–70 mm f/4 AF puis le T80, Canon devra, pour obtenir un autofocus utilisable, passer à la nouvelle monture EF utilisée la première fois en 1987 sur le Canon EOS 650 visuellement très semblable au T90.

## Caractéristiques
Outre son renouveau stylistique, le T90 se voit doter d'une roue codeuse placée derrière le déclencheur et servant à faire défiler les choix possibles suivant le bouton pressé simultanément et d'un écran LCD. Avance, armement de l'obturateur et rembobinage font chacun appel à un moteur séparé.
L'obturateur plan focal à rideaux métalliques est à déplacement vertical et donne les vitesses de 1/4000 à 30 secondes avec une synchro flash au 1/250.
La mesure de lumière se fait suivant 3 modes : Globale à prépondérance centrale, semi spot (prépondérance centrale plus forte) et spot. L'électronique de l'appareil lui permet de gérer de multiples modes d'exposition (priorité vitesse, priorité ouverture, manuel,  programmes résultats, etc.).
C'est le premier reflex Canon avec la mesure TTL au flash et la synchro sur le deuxième rideau.

Galerie de photographies du Canon T90
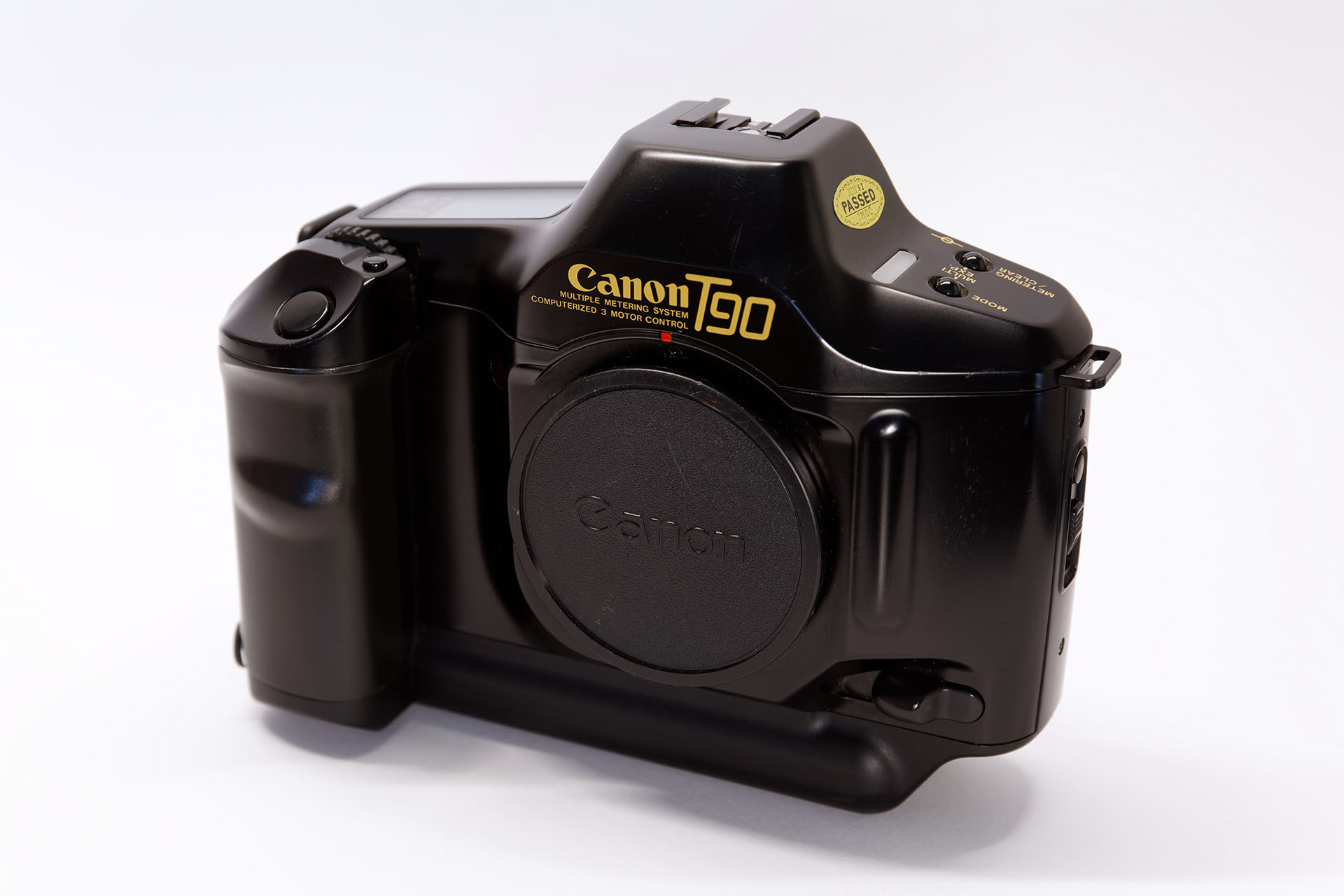
Canon T90 vue de face avec bouchon
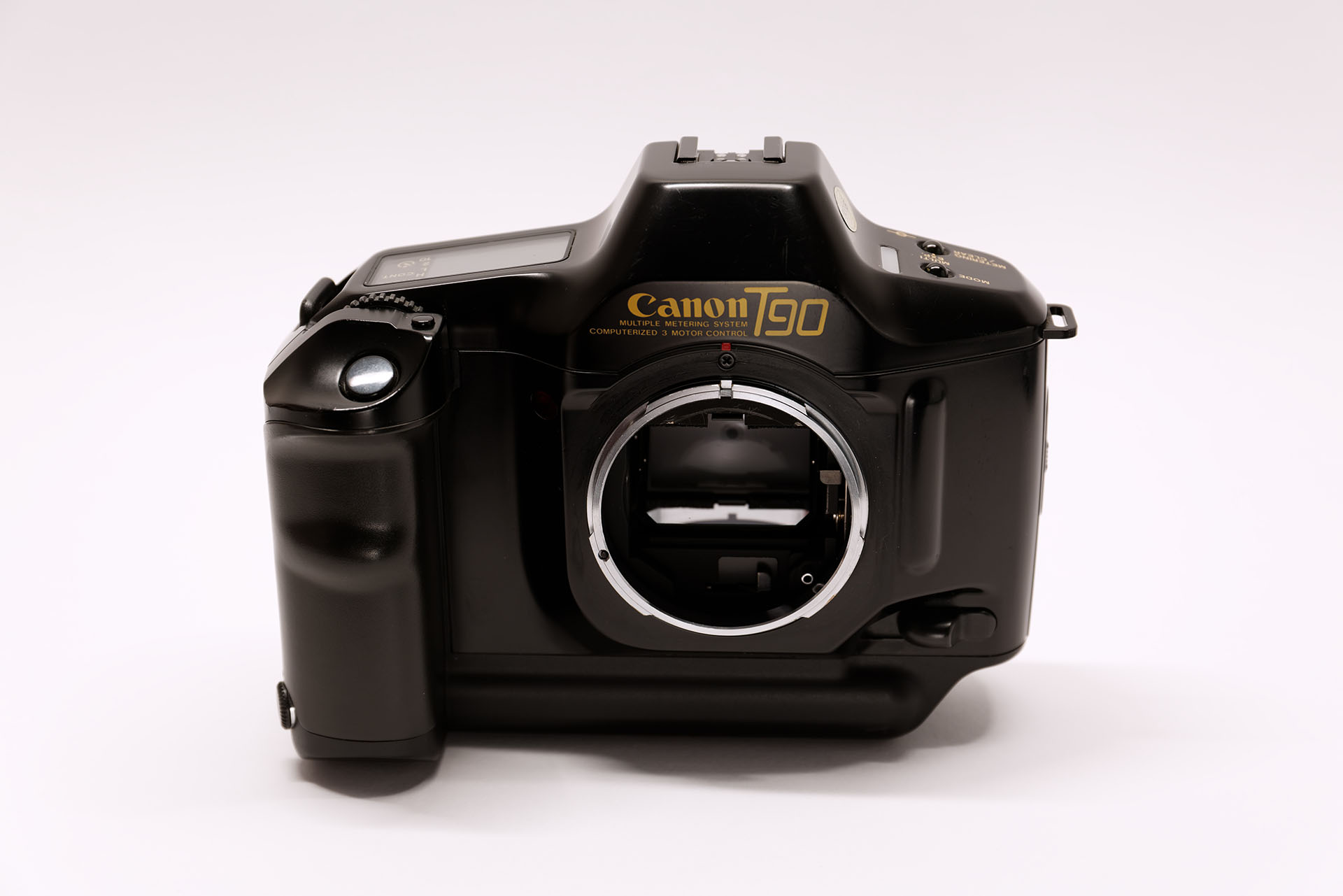
Canon T90 vue de face sans bouchon
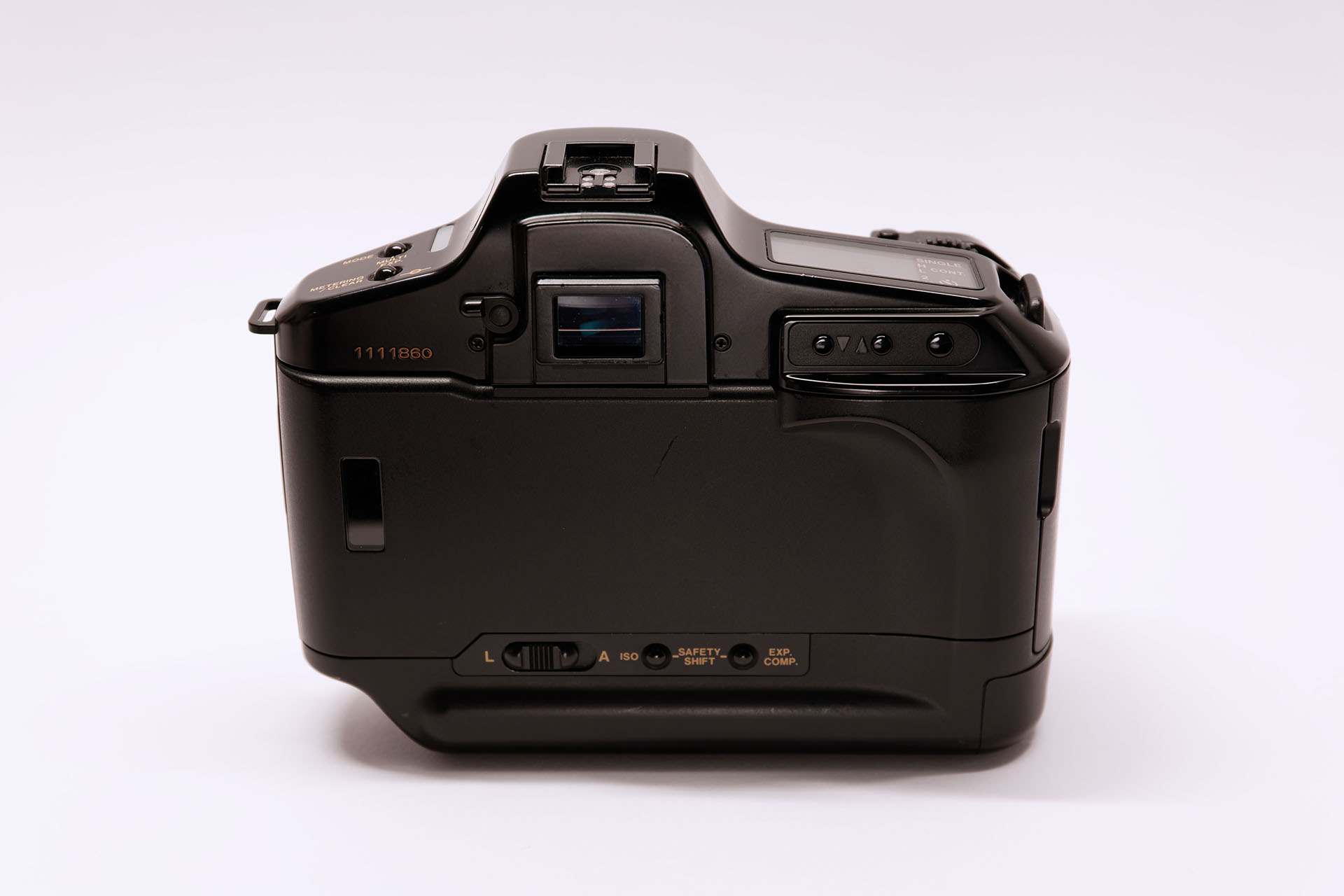
Canon T90 vue dos
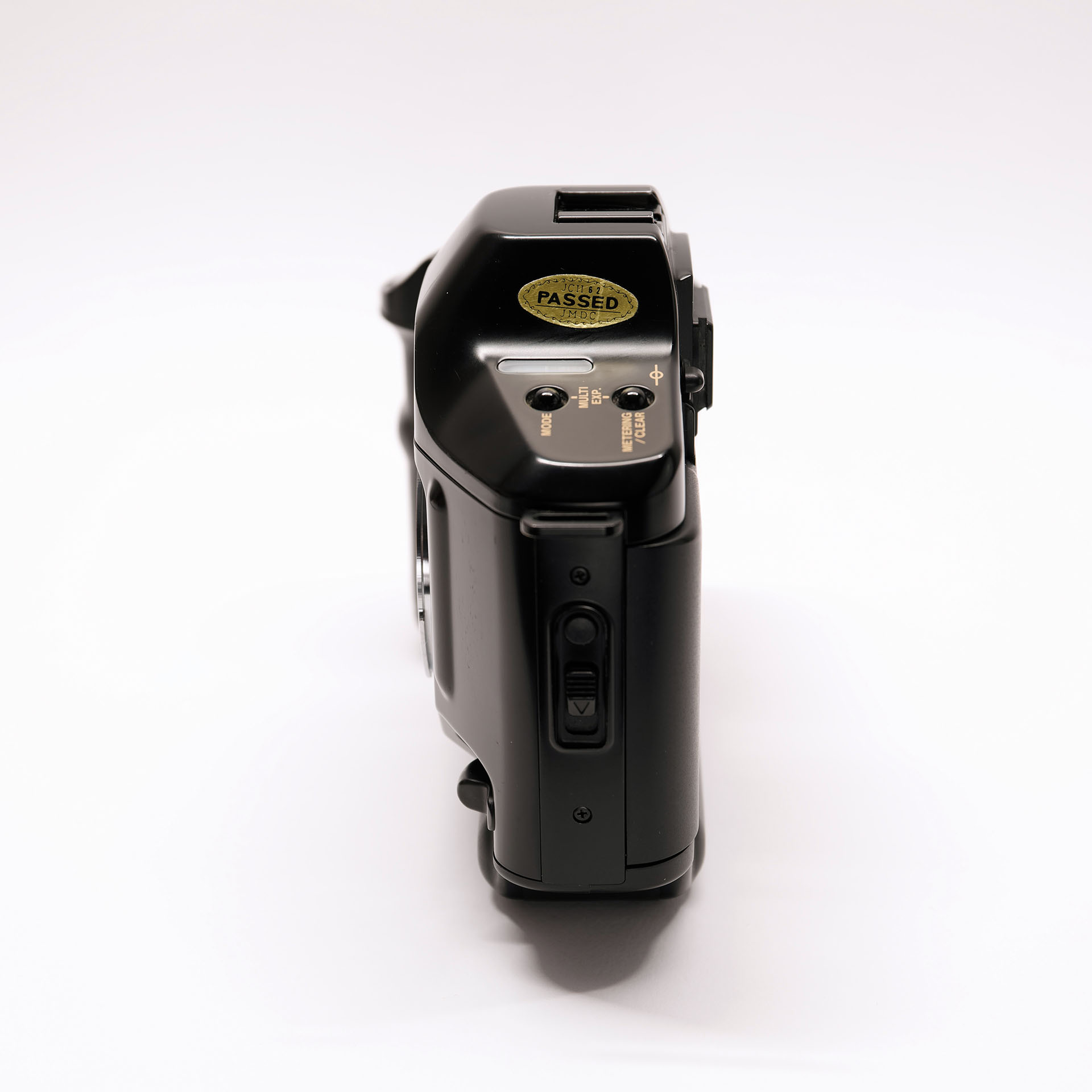
Canon T90 vue côté droit
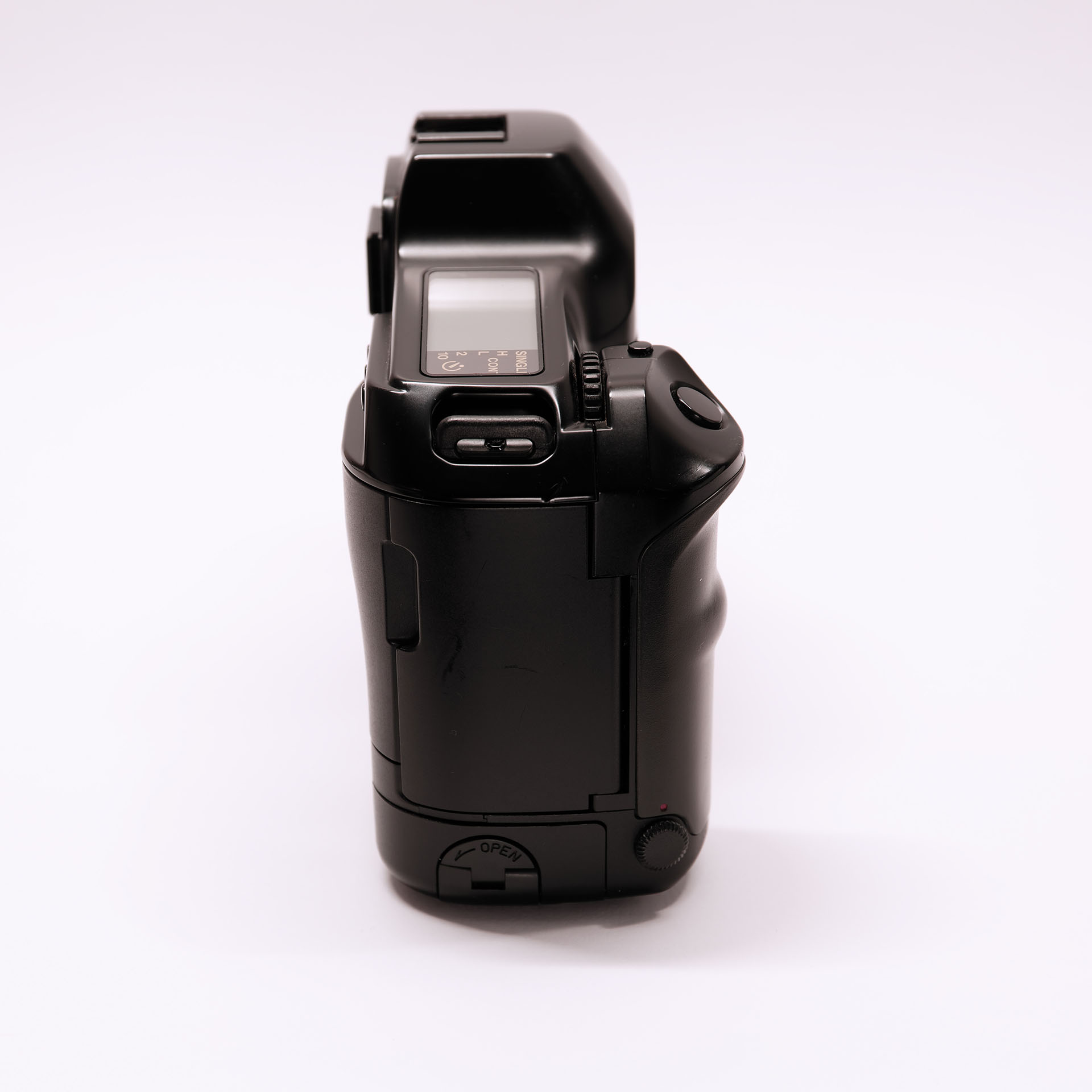
Canon T90 vue côté gauche

## Les principaux accessoires
- Flash Canon Speedlite 300TL spécialement étudié pour compléter le Canon T90 et prendre en charge le mode A-TTL[3].

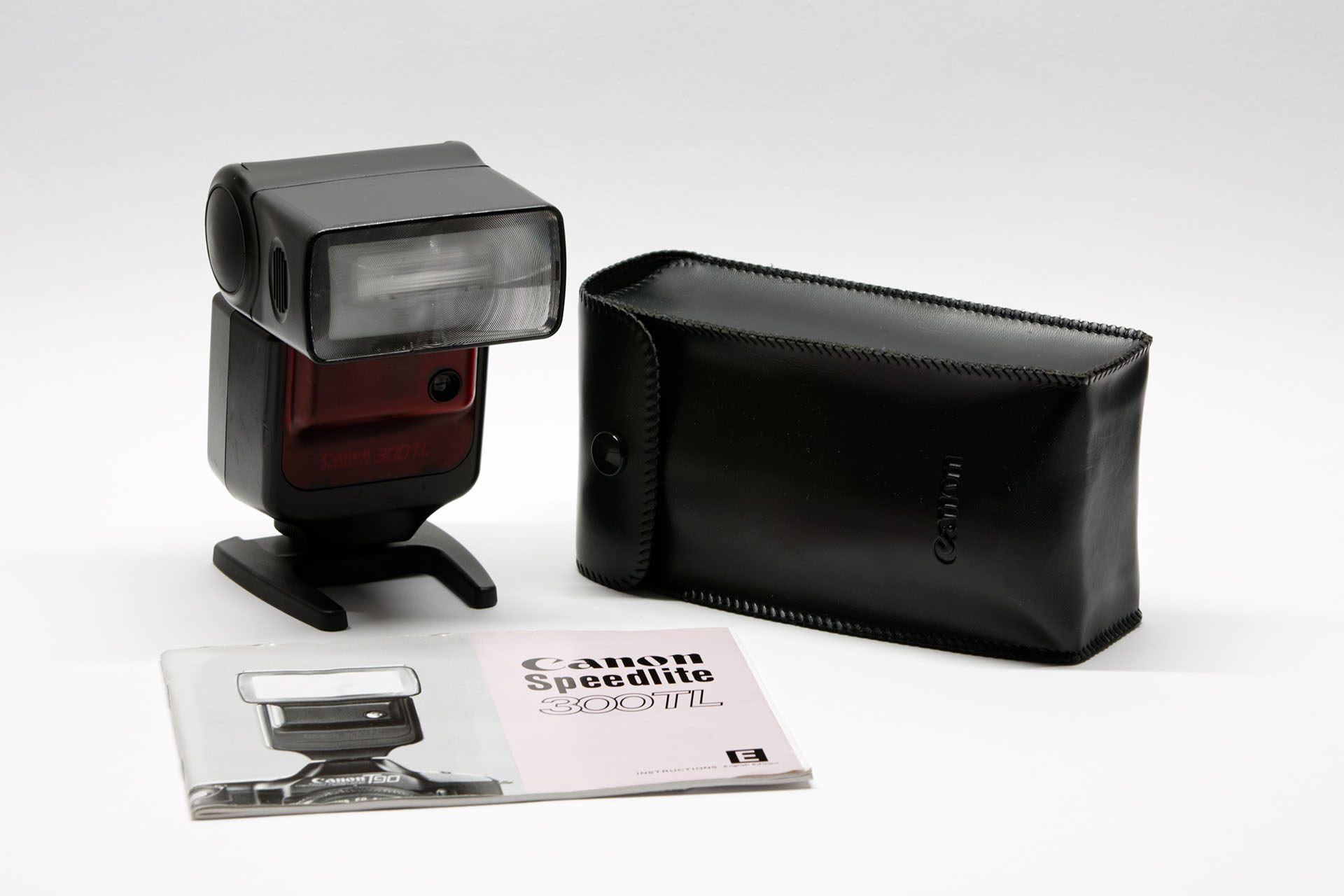
Flash Canon speedlite 300

#### Ouvrages
- (en) Richard Hünecke, Canon T90, Hove-Fountain Books, 1987, 192 p. (ISBN 978-0-863-43074-9)

#### Périodiques
- « Canon T90. Le premier des modernes », Réponses Photo, no 60,‎ mars 1997
- (en) « New camputer T90 », Popular Mechanics, vol. 163, no 4,‎ avril 1986, p. 61 (lire en ligne)
- (en) Arthur Fisher, « Supershot », Popular Science, vol. 228, no 5,‎ mai 1986, p. 90-91 (lire en ligne)
- (en) « Canon T90 », Popular Photography, vol. 96, no 12,‎ décembre 1989, p. 78 (lire en ligne)

#### Vidéos documentaires
(en) [vidéo] Azriel Knight, « Canon T90 History & Review - This Old Camera », sur YouTube, 19 octobre 2022